# Bandai (Fukushima)
Bandai (jap. 磐梯町 Bandai-machi) – miasto w Japonii, na wyspie Honsiu, w prefekturze Fukushima. Według danych na rok 2020 miejscowość zamieszkiwało 3 322 mieszkańców , a gęstość zaludnienia wyniosła 55,6 os./km².